# تپه شام نمازی
تپه شام نمازی مربوط به هزاره اول قبل از میلاد - دوره اشکانیان و دوره ساسانیان است و در شهرستان میانه، بخش کندوان، دهستان تیرچای، یک کیلومتری جنوب روستای خواجه ده واقع شده و این اثر در تاریخ ۲۷ آبان ۱۳۸۶ با شمارهٔ ثبت ۲۰۱۸۵ به‌عنوان یکی از آثار ملی ایران به ثبت رسیده است.